# Priscilla Carnaval
Priscilla Andreia Stevaux Carnaval (* 2. Dezember 1993 in Sorocaba) ist eine brasilianische Radrennfahrerin, die im BMX-Rennsport aktiv ist. Ihr Name wird je nach Quelle zu Priscilla Carnaval oder Priscilla Stevaux verkürzt.

## Sportlicher Werdegang
Carnaval nahm im Alter von 7 Jahren das BMX-Fahren auf, inspiriert von ihrem älteren Bruder. Als Juniorin gewann sie 2010 die Silbermedaille bei den Panamerika-Meisterschaften, 2011 stand sie im Finale der Weltmeisterschaften und wurde Sechste. Zuvor hatte sie ein Europacup-Rennen in der Schweiz gewonnen. Bei den Südamerika-Meisterschaften gewann sie 2011 und 2012 jeweils die Bronzemedaille.
Seit 2012 wurde sie von ihrem Bruder trainiert. Für die Vorbereitung auf die Olympischen Spiele 2016 in ihrem Heimatland brach sie ein Architektur-Studium ab und widmete sich ganz dem BMX-Sport. Sie zeichnete sich regelmäßig bei Wettkämpfen in Südamerika aus; 2014 wurde sie brasilianische Meisterin und wiederholte diesen Erfolg noch dreimal. Sie wurde denn auch als Brasiliens Vertreterin im olympischen BMX-Rennen 2016 nominiert, wo die Konkurrenz allerdings zu stark war; sie belegte den vorletzten Platz.
Von 2016 bis 2023 stand sie fünfmal auf dem Podium der Panamerika-Meisterschaften, 2018 auf der höchsten Stufe. Erneut vertrat sie ihr Land beim olympischen BMX-Rennen 2021, wo sie nach drei sechsten Plätzen im Viertelfinale ausschied. Ihr bestes Ergebnis in der BMX-Weltcup-Gesamtwertung war der 9. Platz 2017. Bei Einzelrennen stand sie mehrfach im Finale, kam aber noch nicht aufs Podium. Ihre beste Platzierung bei BMX-Weltmeisterschaften war der 15. Platz 2016.

## Erfolge
2010
 Panamerika-Meisterschaften (Junioren)
2011
 Südamerika-Meisterschaften
2012
 Südamerika-Meisterschaften
2014
 Brasilianische Meisterin
 Südamerika-Meisterschaften
2015
 Brasilianische Meisterin
2016
 Brasilianische Meisterin
 Panamerika-Meisterschaften
2017
 Panamerika-Meisterschaften
2018
 Panamerika-Meisterin
 Brasilianische Meisterin
2021
 Panamerika-Meisterschaften
2023
 Panamerika-Meisterschaften